# Lauro Amadò
Lauro Amadò (Lugano, 3 de março de 1912 – Lugano, 6 de junho de 1971) foi um futebolista suíço. Ele competiu na Copa do Mundo FIFA de 1938, sediada na França, na qual a seleção de seu país terminou na sexta colocação dentre os 15 participantes.